# Лора Хадък
Лора Джейн Хадък (на английски: Laura Jane Haddock) е английска актриса родена на 21 август 1985 г., в Енфилд, Англия. В България става известна с ролята си на Лукреция Донати в сериала „Демоните на Да Винчи“.

## Биография
Още на 17-годишна възраст тя напуска родното си място и се мести в столицата Лондон да изучава драматичното изкуство. Хадок прави своя дебют през 2008 г. в шоуто за таланти „Comedy Showcase“. Други нейни телевизионни участия има в сериалите „The Palace“, „My Family“, „Terry Pratchett's The Colour of Magic“, „A Pocket Full of Rye“ и „Honest“, където играе ролята на Кейси Картър. Тя също така играе главната ролята на Наташа в сериала „Monday Monday“, а също така играе във втори и трети сезон на сериала „How Not to Live Your Life“, заменяйки предишната актриса Шиниъд Мойнихан, която играе ролята на Саманта Паркър.
През 2011 г. участва в драмата „Strike Back: Project Dawn“ само за два епизода, като играе отвлечената дъщеря на нелегален търговец на оръжие.
През 2013 г. участва в английско-американския сериал „Демоните на Да Винчи“ като влиза в ролята на Лукреция Донати – любовница на Лоренцо де Медичи и на Леонардо да Винчи.

## Филмография

### Филми
| Година | Заглавие                            | Роля          | Бележки            |
| ------ | ----------------------------------- | ------------- | ------------------ |
| 2007   | Цветът на магията                   | Бетан         |                    |
| 2008   | A Pocket Full of Rye                | Мис Гросвенор |                    |
| 2011   | Капитан Америка: Първият отмъстител |               |                    |
| 2011   | The Inbetweeners Movie              | Алисън        |                    |
| 2011   | Rage of the Yeti                    | Ашли          |                    |
| 2012   | Storage 24                          | Ники          |                    |
| 2012   | House Cocktail                      | Красавицата   | кратък филм        |
| 2014   | Guardians of the Galaxy             | Мередит Куил  | в процес на снимки |

### Сериали
| Година      | Заглавие                  | Роля                 | Бележки             |
| ----------- | ------------------------- | -------------------- | ------------------- |
| 2007        | Моето семейство           | Мелани               |                     |
| 2007        | Comedy Showcase           | Ники                 |                     |
| 2008        | Honest                    | Кейси Картър         | главна роля         |
| 2008        | The Palace                | Лейди Арабела Уолсей | Епизод 7, Епизод 8  |
| 2009        | Monday Monday             | Наташа               | главна роля         |
| 2011        | Strike Back: Project Dawn | Др. Клеър Сомерсби   | Епизод 5", Епизод 6 |
| 2009 – 2011 | How Not to Live Your Life | Саманта              | главна роля         |
| 2012        | Upstairs Downstairs       | Берил Балард         | главна роля         |
| 2012        | Missing                   | Сюзън                |                     |
| 2013        | Dancing on the Edge       | Жозефин              |                     |
| 2013 – 2015 | Демоните на Да Винчи      | Лукреция Донати      | главна роля         |